# MBWTEYP
MBWTEYP (kurz für: My Baby Wants To Eat Your Pussy) war eine deutsche Rockband, die Ende 2004 im Umfeld der Popakademie Baden-Württemberg gegründet wurde. Die Band bestand aus dem Sänger Ziggy Has Ardeur, der Sängerin Debúsy D'eeper, dem Gitarristen David De Vincent, dem Bassisten Donni Bella Luna und dem Schlagzeuger Ray Gattner. Die Bandmitglieder lebten zu jener Zeit in Mannheim.
MBWTEYP vereinten verschiedene Stilmittel, in den meisten Rezensionen der Medien wird die Musik als eine Mischung aus Glam Rock, Artrock, Funk, Pop, Progressive und Metal beschrieben.

## Geschichte
MBWTEYP wurde 2004 im Umfeld der Mannheimer Popakademie gegründet.
Zur Popkomm 2005 wurde die erste 5-Track-EP mit dem Namen Don't Tell a Soul veröffentlicht und fortan als selbstgebasteltes „Mäppchen“, wie es die Band nennt, auf Konzerten verkauft. Im Herbst wurde die Band zu einem Gig nach Toronto, Kanada eingeladen, um das Bundesland Baden-Württemberg musikalisch zu repräsentieren.
2006 nahm MBWTEYP erfolgreich an einigen Newcomer-Wettbewerben wie zum Beispiel Local Heroes und Emergenza teil.
2007 fing die Band damit an, sich einen Ruf als innovative Do-It-Yourself Band aufzubauen, unter anderem stellten sie ihre eigene Medienwelt unter dem Namen Pussy Media World online, auf der sie eigenes TV- und Radioprogramm machten, eine eigene Zeitung veröffentlichten und „user generated content“ der Fans integrierten. Im gleichen Jahr spielte die Band auf einigen größeren Festivals wie Rock am Ring, Arena of Pop und Bochum Total. Zusammen mit dem jungen Produzenten Philipp Schwär wurde das Debütalbum in verschiedenen Studios in Deutschland aufgenommen.
2008 veröffentlichte MBWTEYP am 23. Mai unter dem bandeigenen Label Ass Hammer Records (im Vertrieb bei Cargo Records) ihr Debütalbum mit dem Namen Ignorance & Vision. Als erste offizielle Single diente Biology Is a Fairytale, die von zahlreichen öffentlich-rechtlichen Jugendwellen in Deutschland gespielt wurde. In Litauen gelangte die Single in die Top 10 der Airplay-Charts, MTV Baltic nahm das Video zu dem Clip mit in die Rotation auf. Im Mai ging MBWTEYP auf Deutschlandtour. Im Sommer spielte die Band wieder auf zahlreichen Festivals in Deutschland (u. a. Bochum Total, MTV Campus Invasion) und im Ausland (z. B. be2gether, Litauen).
Im Laufe der Bandgeschichte spielte die Band bereits als Support von mehreren bekannten Künstlern, u. a. Jethro Tull und Söhne Mannheims. Zahlreich sind auch die Zusammentreffen mit dem deutschen Rockstar Udo Lindenberg, der bei einem gemeinsamen Auftritt in der Kunsthalle Mannheim am Schlagzeug MBWTEYP zu ihren eigenen Liedern begleitete. Udo Lindenberg sagte im Rahmen des gemeinsam bespielten Festivals Calw Rockt im Jahre 2007 über MBWTEYP: „Diese Band ist wie eine große Wundertüte“. In den Medien hervorgehoben werden bei MBWTEYP besonders die Qualitäten ihrer Liveshow. So schrieb die Süddeutsche Zeitung in einer Konzertrezension: „Das Publikum, das sonst ein 'Bitte nicht stören'-Schild um den Hals trägt, rastet aus“.
2010 erschien abermals auf dem eigenen Label Ass Hammer Records die innerhalb einer Woche live im Studio eingespielte EP Grace Is a Beautiful Thing to Lose, My Friend und MBWTEYP waren mit der EP im Gepäck erneut intensiv auf Tour.
Im Jahr 2011 zog sich die Band abgesehen von einigen Konzerten und Festivalauftritten ins Studio zurück, um das von Sänger Ziggy Has Ardeur produzierte Konzeptalbum Writ of Eskort aufzunehmen, das am 30. März 2012 erschienen ist.
Ende 2013 gab die Band ihr letztes Konzert.

## Diskografie

### EPs
- Don’t Tell a Soul (September 2005)
- Grace Is a Beautiful Thing to Lose, My Friend (April 2010)

### Alben
- Ignorance & Vision (23. Mai 2008) über Ass Hammer Records / Cargo
- Writ of Eskort (30. März 2012) über Ass Hammer Records

### Singles
- So Deep (2007) als Freetrack über verschiedene Medienkanäle
- Biology Is a Fairytale (9. Mai 2008) als Download-Single
- Wild Child (16. März 2012)

### Kompilationsbeiträge
- So Deep auf Talentarena Volume 1 (2007)
- So Deep auf Rockbuster Volume 1 (2007)
- So Deep auf Best of Talents, Beilage des Soundcheck Magazins (2007)
- So Deep auf TDK Time Warp Sampler (2007)

## Auszeichnungen
- 2006: Gewinner Siemens Innovation Rocks[2]
- 2006: Gewinner Rockbuster[2]
- 2006: Gewinner Local Heroes[2]
- 2006: 3. Platz Emergenza worldwide[2]
- 2006: Prix Fabrice Ragris beim Les Eurockéennes Festival[2]
- 2008: Gewinner des Jugend kulturell Förderpreises
- 2009: LEA (Live Entertainment Award) als Bester Live Act